# Eurozonosia
Eurozonosia is een geslacht van vlinders van de familie spinneruilen (Erebidae), uit de onderfamilie Arctiinae.

## Soorten
- E. atricincta Hampson, 1918
- E. fulvinigra Hampson, 1914
- E. inconstans (Butler, 1896)